# Pontophilus brevirostris
Pontophilus brevirostris är en kräftdjursart som beskrevs av Sidney Irving Smith 1881. Pontophilus brevirostris ingår i släktet Pontophilus och familjen Crangonidae. Inga underarter finns listade i Catalogue of Life.